# Пеньяф'єль
Пеньяф'єль (ісп. Peñafiel) — муніципалітет в Іспанії, у складі автономної спільноти Кастилія-і-Леон, у провінції Вальядолід. Населення — 5571 особа (2010).
Муніципалітет розташований на відстані близько 140 км на північ від Мадрида, 50 км на схід від Вальядоліда.
На території муніципалітету розташовані такі населені пункти: (дані про населення за 2010 рік)
- Альдеаюсо: 22 особи
- Меліда: 66 осіб
- Паділья-де-Дуеро: 68 осіб
- Пеньяф'єль: 5415 осіб

## Демографія
Динаміка населення (INE ):

## Галерея зображень

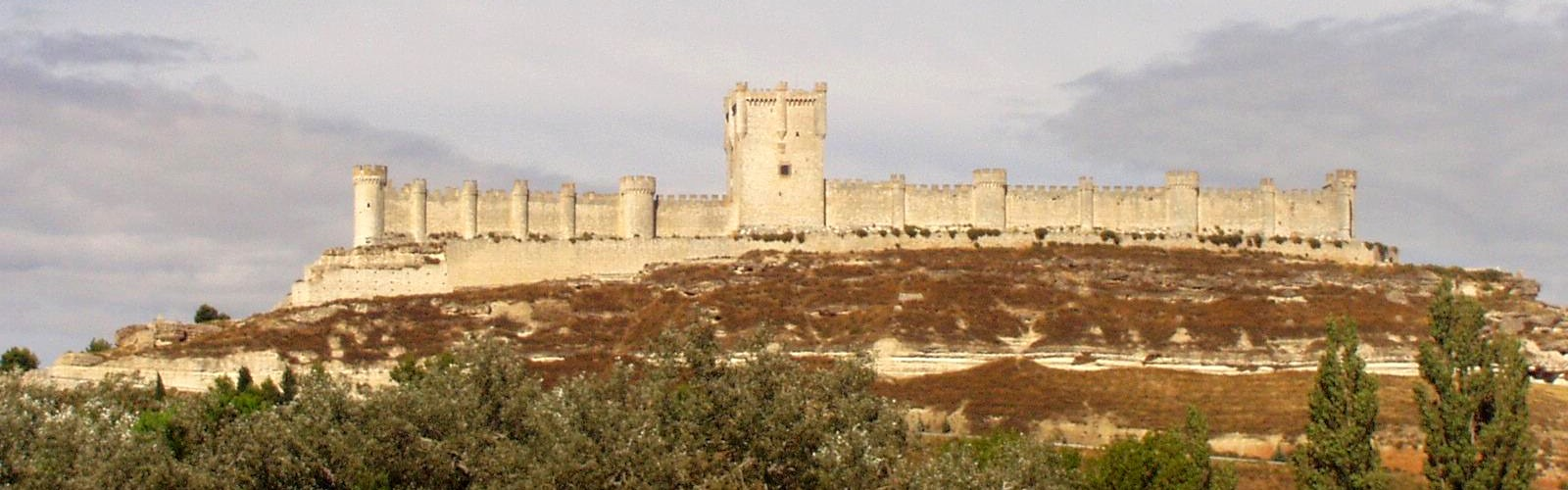
Замок у Пеньяф'єлі